# Вонгровец
Вонгровец (пол. Wągrowiec) — город в Польше, входит в Великопольское воеводство, Вонгровецкий повят. Имеет статус городской гмины. Занимает площадь 17,91 км². Население 24 529 человек (на 2004 год).

## Личности, связанные с Вонгровцем
- В Вонгровце родился Якуб Вуек (1540—1597), известный теолог и переводчик Библии на польский язык.
- В вонгровецком цистерцианском монастыре жил и работал Адам из Вонгровеца[пол.], ум. 27 августа 1629 г.), знаменитый органист и композитор, один из первых польских авторов эпохи барокко (был родом из соседнего Маргонина).
- В вонгровецкой гимназии учились писатели Станислав Пшибышевский и Карл Буссе.

## Интересные факты
Вблизи города находится уникальный природный объект: строго под прямым углом пересекаются две реки — Велна и Нельба.При этом из-за различий температур воды, разных скоростей и уровней течений воды рек не смешиваются.